# Beția de cuvinte
Beția de cuvinte este titlul unui articol eseu subintitulat “Studiu de patologie literară”, scris de Titu Maiorescu și publicat în 1873 în "Revista Contimporană", în care satirizează fraza supraîncărcată și, prin aceasta, confuză, numind boala de care suferă flecarul “lipsă de idei”.
În „Beția de cuvinte”, Maiorescu stigmatizează excesul de vorbe goale, lipsa de idei și alte simptome pe care le enumeră: „o cantitate nepotrivită a vorbelor în comparație cu spiritul căruia vor să-i servească de îmbrăcăminte”; „întrebuințarea cuvintelor seci care produc o confuzie naivă”; „pierderea oricărui șir logic; contrazicerea gândurilor puse laolaltă”; „violența nemotivată a limbajului”. Este vorba în general de tautologie, anacolut, pleonasm, barbarisme. Beția de cuvinte la care se referea Titu Maiorescu, este o oglindă a dezordinii din mintea vorbitorilor, a lipsei de claritate, de limpezime a gândurilor.
Beția de cuvinte are ca referință limba cultă românească și, mai strâns, cea a jurnaliștilor și scriitorilor.